# Helen Frankenthaler
Helen Frankenthaler (Nueva York, 12 de diciembre de 1928 - Darien, Connecticut, 27 de diciembre de 2011) fue una pintora expresionista abstracta estadounidense, así como una importante referente de la pintura estadounidense durante el periodo de posguerra.

## Biografía
Hija de Marta Lowenstein, quien emigró desde Alemania, y de Aldred Frankhenthaler, juez del Tribunal Supremo del Estado de Nueva York, Helen nació en una familia acomodada perteneciente al Upper East Side de Manhattan. Se empezó a interesar por la pintura desde que era pequeña y, gracias a unos padres que eran abiertos a esta vocación, procuraron que ella tuviera una educación en bellas artes. 
Se graduó en la Escuela Dalton, donde estudió arte con Rufino Tamayo, pintor mexicano muralista. En 1946 se matriculó en el Bennington College del Estado de Vermont, donde conoció al crítico de arte Clement Greenberg, con quien tuvo una relación sentimental y resultó ser de ayuda para su trayectoria en el mundo de la pintura, además de Erich Fromm, Ralph Ellison o Kenneth Burke. También conoció al pintor Paul Feeley, quien fue su mentor artístico y le enseñó todo lo relacionado sobre Picasso y Braque, así como el cubismo. 
Frankenthaler descubrió la producción de otros artistas como David Smith, Willem de Kooning, Franz Kline y, sobre todo, Jackson Pollock, quien le sería de gran inspiración a lo largo de su trayectoria e incluso asistió a una de las exposiciones de él, en 1950. Ese mismo año pasó el verano bajo las enseñanzas de Hans Hofmann y viajaría varias veces a Europa, interesada por aprender acerca de la pintura del Quattrocento y los antiguos maestros. Unos años más tarde, en 1953, se estableció en su propio estudio, al que acudieron otros pintores como Morris Louis y Kenneth Noland, quienes fueron de gran ayuda por sus conocimientos como pintores coloristas para que la trayectoria y formación profesional de Frankenthaler fuera decisiva.
La pintora contrajo matrimonio en dos ocasiones. La primera fue en 1958 con el pintor Robert Motherwell, del que acabaría divorciándose en 1971. Ambos formaron una de las parejas más conocidas y reconocidas en el mundo del arte y sociedad de Nueva York de aquellos años. El segundo matrimonio fue en 1994 con Stephen M. Dubrul, un banquero de inversión que formó parte del gobierno del expresidente Gerald Ford.

## Trayectoria
La carrera profesional de Frankenthaler comenzó en 1950, cuando Adolph Gottlieb eligió su obra Beach (1950) para introducirla en una exposición llamada Fifteen Unknowns: Selected by Artists of the Kootz Gallery. Un año más tarde, en 1951, se llevó a cabo su primera exposición individual en la Galería Tibor de Nagy de Nueva York, la cual sería incluida en la exposición 9th St. Exhibition of Paintings and Sculpture. 
Sin embargo, en realidad su trayectoria se vio lanzada en 1952 con una de sus obras más tempranas y que consiguió mayor repercusión: Las montañas y el mar (1952), que pintó con 23 años cuando regresó de un viaje a Nueva Escocia. Usó la técnica del dripping que empleaba Pollock, por lo que se trata de una pintura abstracta en la que la luz y el color diáfanos de las colinas, rocas y agua enseñan la existencia de equilibrio entre dibujo y pintura. Esta obra hace que sea uno de los avances más significativos ante el estancamiento del arte americano que existía por este tiempo tras una eclosión de los expresionistas abstractos del periodo de entreguerras.
En 1959 empezó a tener una presencia más regular en exposiciones internacionales, siendo en este mismo año cuando ganó el primer premio en la Premiere Biennale de París. En 1966 representó a los Estados Unidos en la 33ª Bienal de Venecia, junto a Ellsworth Kelly, Roy Lichtenstein y Jules Olitski. A lo largo de su vida, Frankenthaler consiguió diversos premios y fue nominada para otros muchos. Fue galardonada en 1986 con el premio de Arte y Cultura de la Ciudad de Nueva York y en el 2001 con la Medalla Nacional de las Artes, entre otros muchos. Recibió numerosos doctorados honorarios, honores y premios y sus obras han sido exhibidas en multitud de galerías y museos de todo el mundo.

## Estilo y técnica
La técnica de Frankenthaler era muy similar a la de Pollock, el cual siempre fue una inspiración para ella. Sin embargo, el enfoque de la pintora era más moderno. Desarrolló un método más personal al que llamó “campo de color” (color field) o “abstracción pictórica”, más cercano al paisajismo tradicional chino que al que se daba en la Escuela de Nueva York entre 1940 y 1950. Por otro lado, la pintora mezclaba aguarrás diluido en la pintura que derramaba sobre el lienzo para que la tela se impregna en su totalidad, consiguiendo así una distancia del enfoque gestual y la retórica romántica características del expresionismo abstracto.
Los trabajos de Frankenthaler eran visualmente muy diferentes entre ellos y había gran diversidad, pues no se dedicaba a producir temas “en serie”. Cada obra que hacía planteaba una idea independiente. Fue a partir de los años 60 cuando empezó a emplear pinturas acrílicas, sobre lienzo y papel, trabajando en una amplia gama de medios donde se incluía la cerámica, tapicería, el arte de la litografía y grabados y, con un poco menos de éxito, en la escultura y una vez pasó por el taller-estudio en Londres de Anthony Caro.